# Street Scene
Street Scene è un'opera teatrale di Elmer Rice che racconta la vita di diversi abitanti di un quartiere di New York. 
Il dramma debuttò a Broadway nel 1929, vincendo il Premio Pulitzer per la Drammaturgia.